# Sexarbores
Sexarbores ou Sexsarbor  est un dieu aquitain connu uniquement par des inscriptions trouvées dans les Hautes-Pyrénées. Comme les dieux Abellio et Fagus, il pourrait avoir été un arbre divinisé.

## Étymologie
Sexarbores peut se traduire par six-arbres, Sexarbores serait donc le dieu des six-arbres, soit un dieu des arbres.

## Inscriptions
Sexarbores n'est connu que par des inscriptions trouvées dans le Pays d'Aspet, autour de Castelbiague et d'Arbas, dont la forêt alimentait probablement les besoins en bois de la cité toute proche. Contrairement aux monuments votifs de cette région de la Haute-Garonne, les autels en question donnent les noms de divinités traduits en latin. Sexarbores semble en particulier honoré uniquement ou principalement par des citoyens romains, peut-être des bucherons.
- CIL, XIII, 129 (Arbas) : Sex/Arboribus, Q(uintus) Fufius / Germanus / u(otum) s(oluit)
- CIL, XIII, 132 (Castelbiague) : Ex uoto ; / Sexarbori / deo L(ucius) D(omitius) / Censorinus / u(otum) s(oluit) l(ibens) m(erito)
- CIL, XIII, 175 (Castelbiague) : Sexs / arbori deo / T(itus) P(ompeius)/ [Clampanus / u(otum) s(oluit) l(ibens) m(erito)]